# Cyril Northcote Parkinson

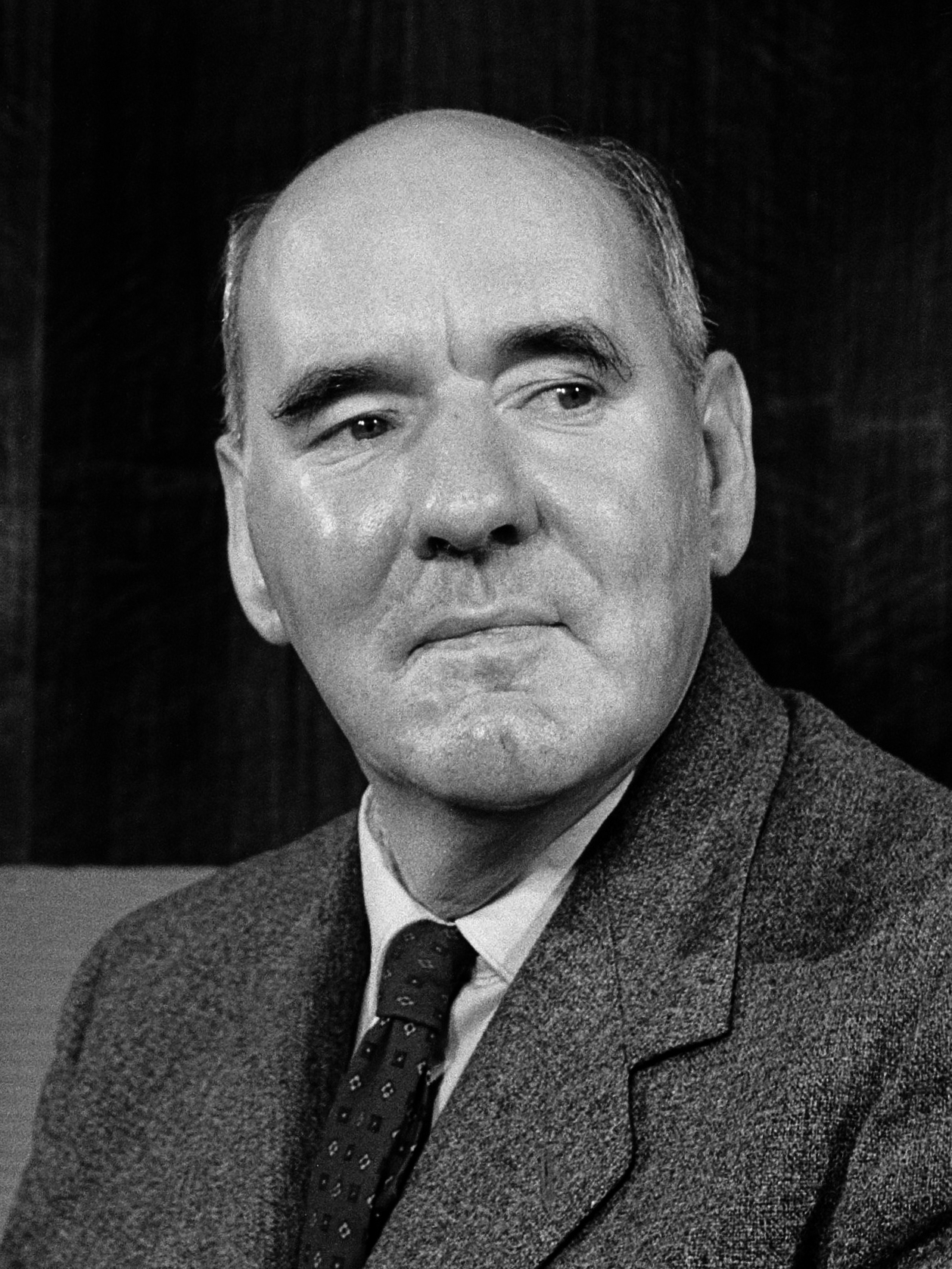
Cyril Northcote Parkinson, 1961

Cyril Northcote Parkinson (* 30. Juli 1909 in Barnard Castle im County Durham; † 9. März 1993 in Canterbury) war ein britischer Historiker und Publizist.

## Leben
Parkinson lebte mehr als zehn Jahre in Singapur und lehrte an der Universität Malaya Geschichte. Später war er Präsident des Parkinson Institut N. V. Amsterdam und lebte auf der Isle of Man. Er ist der Entdecker der nach ihm benannten Parkinsonschen Gesetze, zum Beispiel über die Beobachtung, dass Arbeit genau in dem Maße ausgedehnt wird, wie Zeit zu ihrer Erledigung zur Verfügung steht (Bürokratiewachstum). Vor einem solchen Hintergrund konnte er auch anhand von konkreten Beispielen nachweisen, dass Verwaltungen einen stetigen jährlichen Zuwachs an Personal verzeichnen, der unabhängig vom Umfang der Aufgaben der Verwaltungen ist.
Er wurde durch über 60 Bücher weltweit bekannt. An seinem Geburtshaus in der Galgate in Barnard Castle erinnert eine Gedenkplakette an ihn.

## Theoreme von Parkinson (Auswahl)
- Das erste Gesetz von Parkinson: „Arbeit dehnt sich in genau dem Maß aus, wie Zeit für ihre Erledigung zur Verfügung steht.“
- Die Parkinsonsche Proportionalregel: „Bei Budgetdebatten ist die für die Diskussion eines Ausgabenpostens aufgebrachte Zeit umgekehrt proportional zu dessen Höhe.“

## Werke (Auswahl)

### Sachbücher
als Autor
- Edward Pellew, Viscount Exmouth. Admiral of the Red. Methuen, London 1934.
- Trade in the Eastern Seas. Cass Books, London 1966.
- East and West
  - deutsch: Asien und Europa in den Gezeiten der Geschichte. Econ Verlag, Düsseldorf 1963.
- Britannia Rules. The classical age of naval history 1793–1815. Sutton Books, Gloucester 1987, ISBN 0-86299-468-3.
- Gunpowder, Treason and Plot. Weidenfeld & Nicolson, London 1978, ISBN 0-297-77224-4.
- Portsmouth Point. The Navy in Fiction, 1793–1815. University Press, Liverpool 2005, ISBN 0-85323-139-7 (Nachdr. d. Ausg. Liverpool 1948).
- A short history of Malaya. Moore Press, Singapur 1956.
- Parkinson’s Law
  - deutsch: Parkinsons Gesetz und andere Studien über die Verwaltung. Ullstein Taschenbuchverlag, München 2001, ISBN 3-548-75072-9.
- The Evolution of Political Thought. 4. Aufl. Viking Press, New York 1966.
- The Law and the Profits
  - deutsch: ... alles von unserem Geld. Eine Studie über die Steuern. Rowohlt, Reinbek 1972, ISBN 3-499-16729-8.
- In-Laws and Outlaws
  - deutsch: Favoriten und Außenseiter. Eine Studie über den Erfolg in Wirtschaft und Gesellschaft. Rowohlt, Reinbek 1971, ISBN 3-499-16710-7.
- Parkinsanities
  - deutsch: Parkinsons Blick in die Wirtschaft. Rowohlt, Reinbek 1971, ISBN 3-499-16701-8.
- Left Luggage from Marx to Wilson
  - deutsch: Good-bye, Karl Marx. Rowohlt, Reinbek 1973, ISBN 3-499-16808-1.
- Mrs. Parkinson’s Law
  - deutsch: Mrs. Parkinsons Gesetz und andere Untersuchungen auf dem Gebiet der Hauswissenschaft. Droemer Knaur, München 1974, ISBN 3-426-00250-7.
- Big Business., 1974
  - deutsch: Big Business. Wie die Großen der Wirtschaft ihr Geld erwarben und was sie damit machen Econ Verlag, Düsseldorf / Wien 1975, ISBN 3-430-17358-2.
- The Law of Delay
  - deutsch: Das Mañana-Gesetz. Die Kunst, Entscheidungen auf die lange Bank zu schieben. Rowohlt, Reinbek 1978, ISBN 3-499-16824-3.
- The fur-lined mousetrap
  - deutsch: Die nerzgefütterte Mausefalle. Droemer Knaur, München 1975, ISBN 3-426-00380-5.
- The law
  - deutsch: Parkinsons neues Gesetz. Rowohlt, Reinbek 1994, ISBN 3-499-17848-6.
- Management for everyone
  - deutsch: Perfektes Management. Verlag der Wirtschaft, Berlin 1993, ISBN 3-349-00944-1.
- The management jungle
  - deutsch: Unternehmer-Dschungel. Ihr Wegweiser durch den Unternehmer-Alltag. Rentrop, Bonn 1990, ISBN 3-8125-0132-5 (zusammen mit Minoo K. Rustomji).

als Herausgeber
- The Trade Winds. A study of British overseas trade during the French wars 1793–1795. Allen & Unwin, London 1948.
- Samuel Waters: Samuel Waters, lieutenant R.N.; his memoirs. University Press, Liverpool 2005, ISBN 0-85323-149-4 (Nachdr. d. Ausg. Liverpool 1949).

### Belletristik
Richard Delancey Reihe
- The Devil to Pay, deutsch: Das Kaperschiff. Roman. von Schröder, Düsseldorf 1975, ISBN 3-547-77359-8.
- The Fireship, deutsch: Der Branderkapitän. Roman. von Schröder, Düsseldorf 1976, ISBN 3-547-77357-1.
- Touch and Go. Murray, London 1977, ISBN 0-7195-3371-6.
- Dead Reckoning. Magnus Books, London 1978, ISBN 0-417-03610-8.
- So Near, So Far. Murray, London 1981, ISBN 0-7195-3813-0.
- The Guernsey Man. Methuen, London 1983, ISBN 0-413-51990-2.

Anderes
- Ponies Plot, deutsch: Die listigen Ponies von Ditchbury. Ein zeitgemässes Märchen für Erwachsene. Fischer, Frankfurt/M. 1976, ISBN 3-436-02370-1 (Nachdr. d. Ausg. Düsseldorf 1966).
- The Life and Times of Horatio Hornblower, deutsch: Horatio Hornblower. Sein Leben und seine Zeit; eine fiktive Biographie. Ullstein, Frankfurt/M. 1970, ISBN 3-548-22207-2.
- Manhunt. A novel. Manx Publ., Douglas 1990, ISBN 1-873120-00-1.

### Hörbücher
- Discusses Political Science with Julian H. Franklin. 1959 (10 LPs).